# Liste des sénateurs de la Creuse
Cet article dresse la liste des sénateurs du département français de la Creuse.
| Sénateur            |  | Parti | Groupe | Premier mandat |
| ------------------- |  | ----- | ------ | -------------- |
| Éric Jeansannetas   |  | PS    | SER    | 2014           |
| Jean-Jacques Lozach |  | PS    | SER    | 2008           |

## Liste des anciens sénateurs de la Creuse

### IIIeRépublique
| Sénateur                | Parti               | Profession                                   | Autre(s) mandat(s)                                                                      | Mandature | Durée du mandat |
| ----------------------- | ------------------- | -------------------------------------------- | --------------------------------------------------------------------------------------- | --------- | --------------- |
| Henri Alhéritière       | Gauche démocratique | Magistrat                                    | Maire de Peyrat-la-Nonière - Conseiller général de Chénérailles                         | 1939-1945 | 6 ans           |
| Auguste Chambonnet      | Gauche démocratique | Vétérinaire                                  | Conseiller général d'Aubusson - Ancien député                                           | 1939-1945 | 6 ans           |
| Camille Ferrand         | Gauche démocratique | Pharmacien                                   | Ancien député                                                                           | 1937-1945 | 8 ans           |
| Henri Connevot          | Gauche démocratique | Entrepreneur en bâtiment, maçon de la Creuse | Maire de Moutier-Rozeille - Ancien député                                               | 1931-1938 | 7 ans           |
| François Binet          | Gauche démocratique | Avocat                                       | Maire de Bonnat - Ancien député - Ancien Ministre de l'agriculture (1926)               | 1930-1930 | 10 mois         |
| Victor Judet            | Gauche démocratique | Ingénieur                                    | Maire de Lavaufranche - Ancien député                                                   | 1925-1938 | 13 ans          |
| René Viviani            | Gauche démocratique | Avocat                                       | Ancien député - Ancien Ministre et ancien Président du Conseil                          | 1922-1925 | 3 ans           |
| Léon Chagnaud           |                     | Entrepreneur                                 |                                                                                         | 1921-1930 | 9 ans           |
| Alfred Grand            | Gauche démocratique | Avoué                                        | Maire de Guéret (1909-1935)                                                             | 1921-1937 | 16 ans          |
| Hippolyte Simonet       | Gauche démocratique | Avocat                                       |                                                                                         | 1912-1922 | 10 ans          |
| Alphonse Defumade       | Gauche démocratique | Agriculteur                                  |                                                                                         | 1907-1921 | 14 ans          |
| Pierre Mazière          | Gauche démocratique | Maçons de la Creuse puis agriculteur         | Maire de Moutier-Rozeille - Conseiller général de Felletin - Ancien député              | 1903-1921 | 18 ans          |
| Léon Renard             |                     | Négociant                                    |                                                                                         | 1900-1903 | 3 ans           |
| Gervais Rousseau        | Gauche démocratique |                                              |                                                                                         | 1896-1900 | 4 ans           |
| Jean-Baptiste Dufoussat | Gauche démocratique | Avocat                                       |                                                                                         | 1894-1912 | 18 ans          |
| Ferdinand Villard       | Gauche démocratique | Médecin                                      |                                                                                         | 1894-1907 | 13 ans          |
| Félix Lecler            |                     | Avocat                                       | Ancien représentant du Peuple de la Creuse                                              | 1889-1895 | 6 ans           |
| Frédéric Sauton         |                     | Architecte                                   |                                                                                         | 1889      | 1 an (Invalidé) |
| Paul Laroche            |                     | Avocat                                       |                                                                                         | 1885-1894 | 9 ans           |
| Eugène Parry            | Conservateur        | Agriculteur                                  |                                                                                         | 1885-1894 | 9 ans           |
| Joseph Edmond Fayolle   | Républicain modéré  | Avocat                                       | Ancien député - Maire de Guéret (1870-1873) - Président du Conseil général de la Creuse | 1876-1885 | 9 ans           |
| Émile Jacques-Palotte   |                     | Ingénieur                                    |                                                                                         | 1876-1884 | 8 ans           |

### IVeRépublique
| Sénateur        | Parti | Profession                 | Autre(s) mandat(s)                                           | Mandature | Durée du mandat |
| --------------- | ----- | -------------------------- | ------------------------------------------------------------ | --------- | --------------- |
| Gaston Chazette | SFIO  | Avocat                     | Maire et Conseiller général de Bourganeuf                    | 1948-1959 | 11 ans          |
| Paul Pauly      | SFIO  | Fonctionnaire des finances | Maire d'Aubusson - Président du Conseil général de la Creuse | 1946-1959 | 13 ans          |

### VeRépublique
| Sénateur        | Parti               | Profession                  | Mandature              | Durée du mandat |
| --------------- | ------------------- | --------------------------- | ---------------------- | --------------- |
| Renée Nicoux    | PS                  | Proviseure-adjoint de lycée | 2009-2014              | 5 ans           |
| Michel Moreigne | PS                  | Médecin généraliste         | 1973-2008              | 35 ans          |
| William Chervy  | PS                  | Médecin généraliste         | 1981-1998              | 17 ans          |
| André Lejeune   | PS                  | Professeur                  | 1980-1981 et 1998-2009 | 12 ans          |
| Eugène Romaine  | Gauche démocratique | Minotier                    | 1959-1980              | 21 ans          |
| Paul Pauly      | SFIO puis PS        | Fonctionnaire des finances  | 1959-1973              | 14 ans          |

## Conseil des Anciens(27/10/1795-26/12/1799)
- Joseph Cornudet des Chaumettes (1755-1834)